# 中国共产党道县委员会
中国共产党道县委员会（简称中共道县县委）是中国共产党在湖南省永州市道县的领导机关。

## 沿革

### 反腐败工作
2009年10月，易光明因涉嫌违纪接受省纪委调查。2011年1月8日，衡阳市中级人民法院判决，以受贿、非法批准征用土地占用土地罪，判处易光明有期徒刑17年，剥夺政治权利5年，并处没收个人财产80万元。
2019年8月26日，高建华涉嫌严重违纪违法接受湖南省纪委湖南省监察委员会纪律审查和监察调查，同年12月27日遭到开除党籍开除公职（双开）处分。2020年8月5日，衡阳市中级人民法院开庭，高建华涉嫌受贿1499.66万元，其中既遂1219.66万元，未遂280万元。
2019年10月21日，湖南省纪委监委对唐湘林进行立案审查调查，决定给予唐湘林开除党籍、开除公职（双开）处分，收缴违法所得，次月遭到逮捕。2020年1月，其受贿案件由邵阳市人民检察院向邵阳市中级人民法院提起公诉。

## 职责
根据《中国共产党地方委员会工作条例》，中国共产党地方委员会主要实行政治、思想和组织领导，承担下列职能：
1. 对本地区重大问题作出决策。
2. 通过法定程序使党组织的主张成为地方性法规、地方政府规章或者其他政令。
3. 加强对本地区宣传思想文化工作的领导，牢牢掌握意识形态工作领导权、话语权。
4. 按照干部管理权限任免和管理干部，向地方国家机关、政协组织、人民团体、国有企事业单位等推荐重要干部。
5. 支持和保证人大、政府、政协、法院、检察院、人民团体等依法依章程独立负责、协调一致地开展工作，发挥这些组织中党组的领导核心作用。
6. 加强对本地区群团工作和统一战线工作的领导。
7. 动员、组织所属党组织和广大党员，团结带领群众实现党的目标任务。

## 历任书记
| 姓名   | 就任日期   | 卸任日期   | 备注   |
| ------ | ---------- | ---------- | ------ |
| 高建华 | 2002年9月  | 2006年10月 | [ 2 ]  |
| 易光明 | 2006年10月 | 2009年10月 | [ 1 ]  |
| 唐湘林 | 2010年1月  | 2011年9月  | [ 4 ]  |
| 刘勇会 | 2016年8月  | 2019年4月  | [ 7 ]  |
| 吴恢才 | 2019年4月  | 2021年7月  | [ 8 ]  |
| 李天明 | 2021年7月  | 2024年8月  | [ 9 ]  |
| 唐超学 | 2024年10月 |            | [ 10 ] |